# Gongju

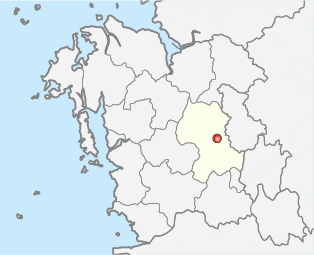
Gongju (공주시) in der Provinz Chungcheongnam-do (충청남도)

Gongju (공주시) ist eine rund 110.000 Einwohner zählende Stadt in der Provinz Chungcheongnam-do (충청남도) im mittleren Westen von Südkorea.

## Name
Ursprünglich wurde Gongju als Gomanaru (고마나루) bezeichnet, was der semantischen Lesung von Ungjin (熊津), was "Bärhafen" bedeutet, entspricht. Der Name setzt sich aus den rein koreanischen Wörtern 고마 für "Bär" und 나루 für "Fährenüberfahrt (über einen Fluss)" zusammen.

## Geographie
Gongju liegt rund 120 km südlich von Seoul und 50 km von der Westküste entfernt. Durch die Stadt fließt der Geumgang (금강), der von Osten kommend in der Stadt in einem rechten Winkel nach Südwesten abknickt. Die Millionenstadt Daejeon (대전광역시) liegt nur 25 km südöstlich von Gongju entfernt.
Verkehrstechnisch angeschlossen ist Gongju über den von Norden nach Süden verlaufenden Expressway 25 und den von Nordwesten kommenden und nach Osten führenden Expressway 30. Der Expressway 151 zweigt westlich des Stadtzentrums vom Expressway 30 ab und verbindet in südwestlicher Richtung die Stadt mit der Westküste. Eine direkte Zuganbindung besitzt die Stadt nicht und Gütertransport per Schiff auf dem Geumgang ist auch nicht möglich.
Südwestlich der Stadt liegt der Gyeryongsan-Nationalpark (계룡산국립공원).

## Geschichte
Die Stadt Gongju erhielt ihren Namen 940 n. Chr. unter König Taejo (877–943) (태조), der 918 zu Beginn seiner Regentschaft das Goryeo-Reich (918–1392) (고려국) gründete und Gongju mit administrativen Aufgaben im Königreich versah.
Bedeutung erhielt die Stadt aber bereits im 5. Jahrhundert, nachdem Baekje im Jahr 475 n. Chr. den Krieg gegen Goguryeo verloren hatte und Baekjes Hauptstadt Hanseong (한성) in die Hände des Gegners fiel. Der neu ernannte König Munju (?–477) (문주왕) verlegte die Hauptstadt nach Ungjin (웅진), dem heutigen Gongju und organisierte das Reich neu.
Unter König Seong (성왕) wurde die Hauptstadt dann im Jahr 538 nach Sabi (사비) verlegt, dem heutigen Buyeo (부여군). Ungjin wurde danach administrativ genutzt, um den nördlichen Teil des Königreiches kontrollieren zu können. Während der Silla-Dynastie erfuhr die Stadt zwei weitere, aber weniger bedeutsame Umbenennung, 686 in Ungcheon unter König Shinmun und 757 in Ungju unter König Kyungdeok.
1895 wurde die Provinz Chungcheong in drei Distrikte unterteilt, wobei Gongju als Gongju-bu einer der größten Distrikte des Landes wurde und 27 Landkreise verwaltete. Doch schon ein Jahr später wurde das System wieder verworfen und Gongju bekam zentral im südlichen Chungcheong nun 37 Landkreise zugeordnet. 1932 wurde die Provinzverwaltung für das südliche Chungcheong von Gongju in das 25 km entfernte Daejeon verlegt. 1986 erfolgte die Hochstufung von einer Eup, Kleinstadt mit mehr als 20.000 Einwohnern, auf Si, Stadt mit mehr als 50.000 Einwohnern. Damit einher ging auch die Aufteilung der Stadt in City und Landkreis. 1995 wurde dieses Aufteilung aber wieder rückgängig gemacht und die Stadt bekam ihren noch heute gültigen Verwaltungsstatus.

## Persönlichkeiten
- Lee Kang-hee (* 2001), Fußballspieler

## Sehenswürdigkeiten

Karte von der City von Gongju

- Die Festung Gongsanseong (공산성), am 4. Juli 2015 von der UNESCO zum Weltkulturerbe ernannt.
- Die Königlichen Gräber von Songsan-ri (송산리), am 4. Juli 2015 von der UNESCO zum Weltkulturerbe ernannt.
- Das Gongju National Museum
- Das traditionelle koreanische Dorf von Gongju
- Das Töpferdorf Gyeryong-san (계룡산)
- Die Tempel von Magoksa (마곡사), Gapsa (갑사), Sinwonsa (신원사) und Donghaksa (동학사)
- Der Gyeryongsan National Park (계룡산국립공원)

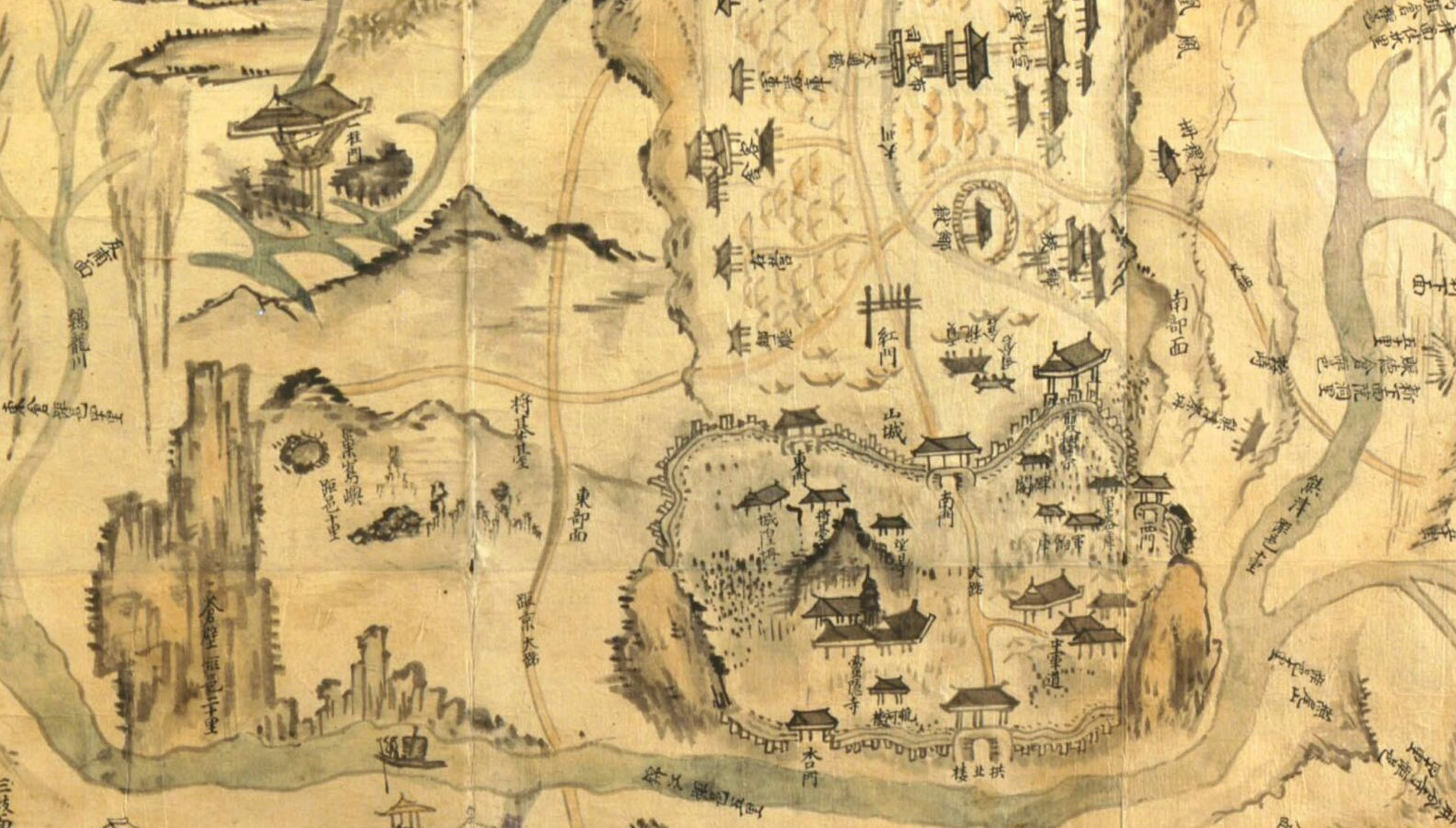
Karte von Gongju aus dem Jahr 1872
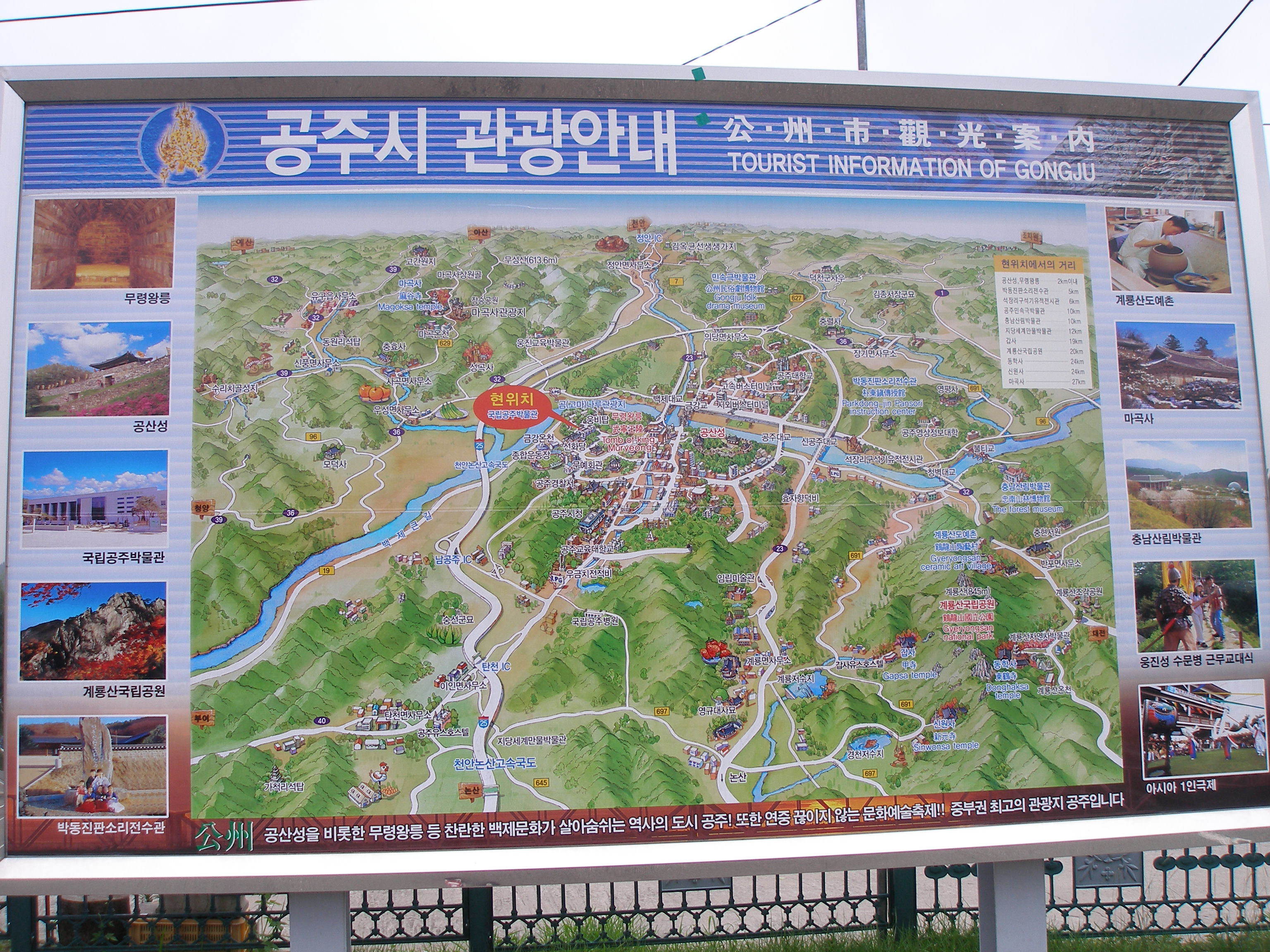
Touristenkarte
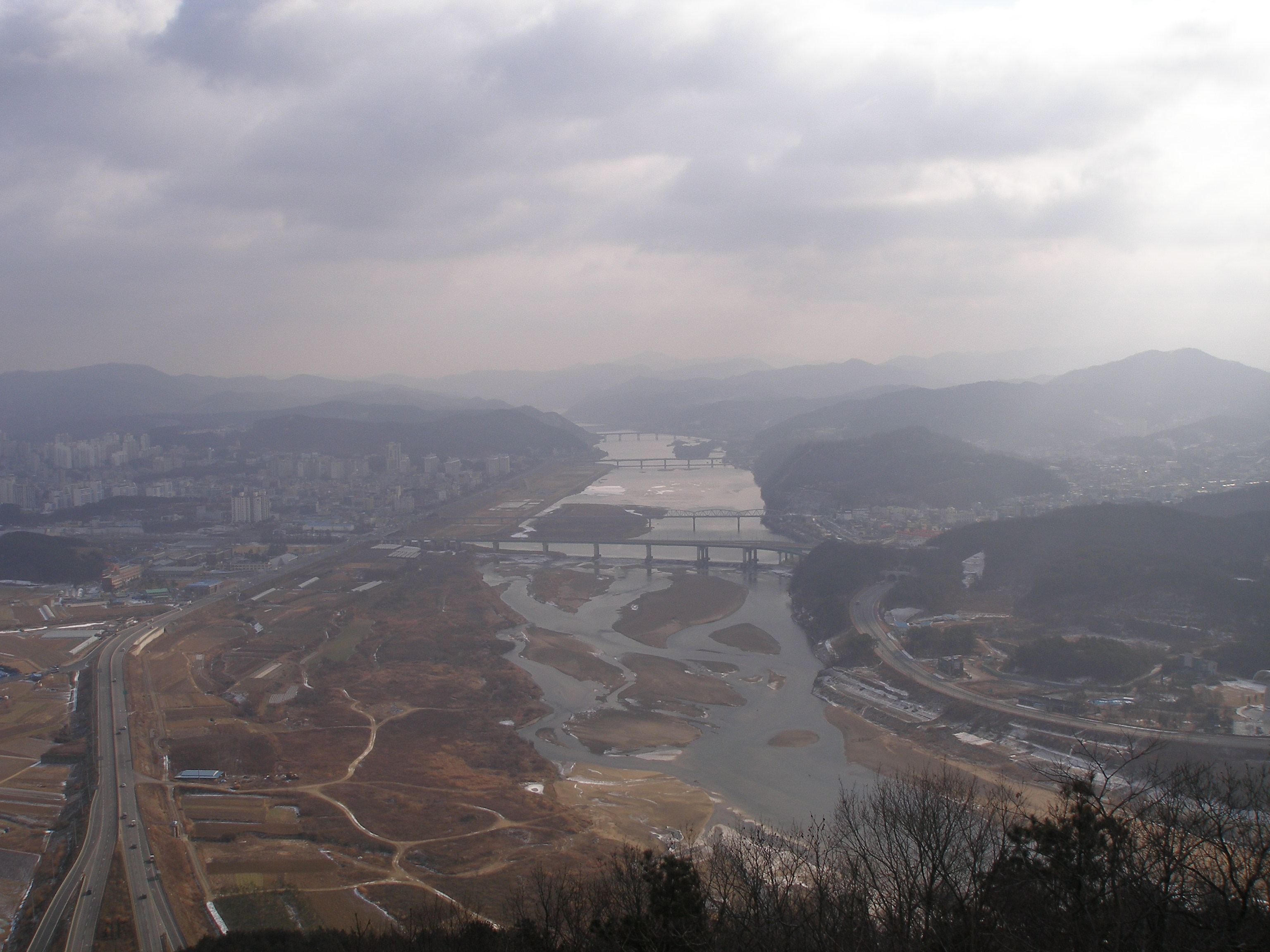
Blick auf die Stadt und den Geumgang
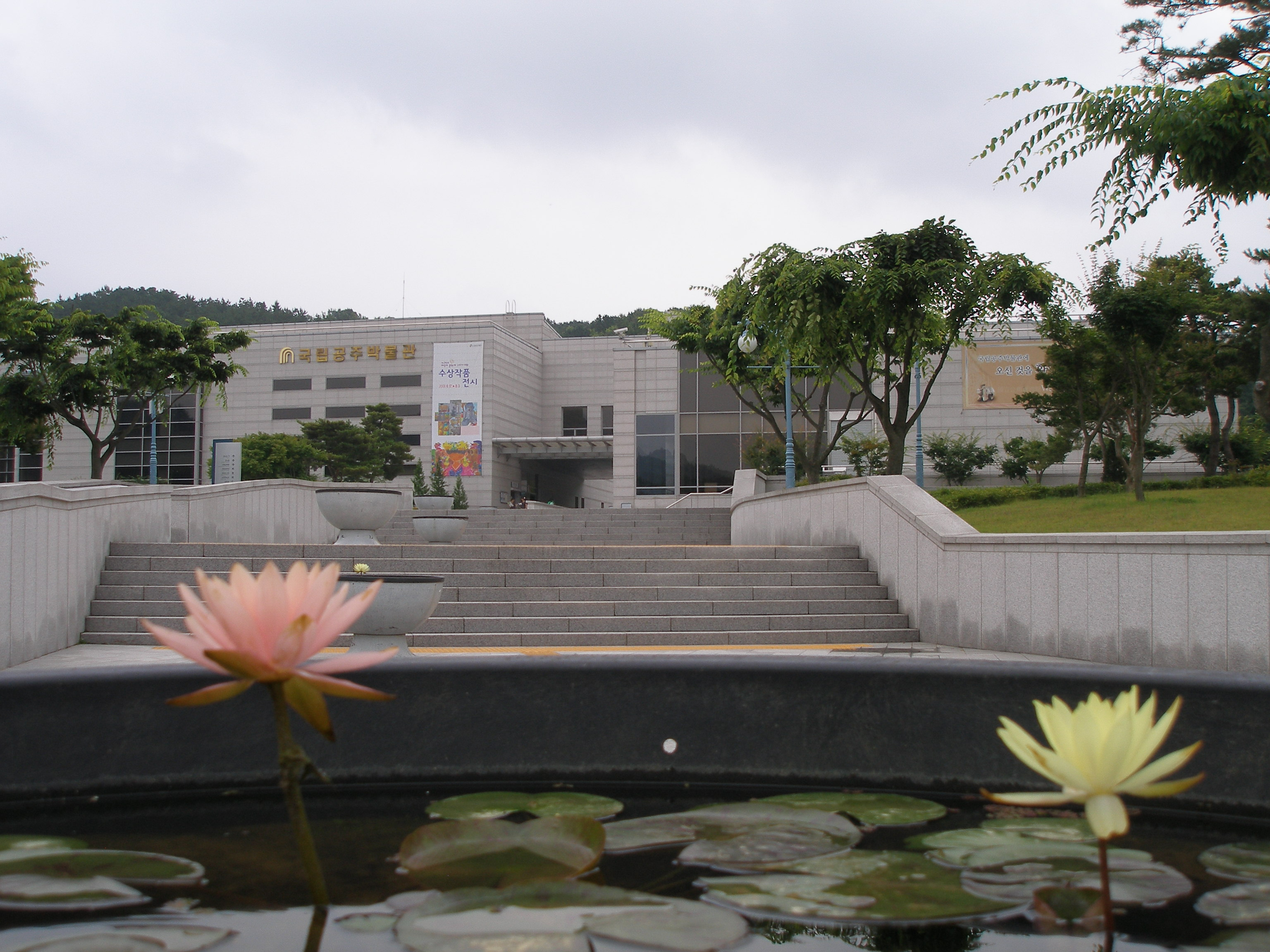
Gongju National Museum